# レオニード・ガイダイ
レオニード・ガイダイ（ロシア語: Леони́д И́ович Гайда́й, ラテン文字転写: Leonid Iovich Gaidai, 1923年1月30日 - 1993年11月19日）は、ソビエト連邦・ロシアの喜劇映画監督。彼の劇場観客動員記録を破った映画は、今もなおロシアにおいてDVDトップ売り上げのいくらかを示している。

## 人物

### 生い立ちと初期の成功
彼の記念像が建てられているアムール州のスヴォボードヌイで1923年1月30日に誕生した。父親はポルタヴァ出身。第二次世界大戦中は赤軍（地雷で重傷を負った）に務めたのち、レオニード・ガイダイは全ロシア映画大学に通う。のちに彼の映画の中において端役で出演することとなる女優ニーナ・グレベシュコワと結婚した。
卒業して6年後、彼にとって最初の成功となった短編映画集のセグメント『Совершенно серьёзно』(1961)は、たちどころに大人気となる。この映画のなかで、はじめ悪漢のコミックトリオ、のちに彼のいくつかの映画作品に出演することとなるユーリー・ニクーリン、ゲオルギー・ヴィツィン、そしてエフゲニー・モルグーノフを紹介した。ガイダイの監督スタイルやキャラクターにより一般の人々の好意を勝ちとったのち、彼の評判もあってソビエト連邦の映画館において大きな販売力を示した。

### 才気の数々
1961年から1975年の間にかけて、数多くのトップ売り上げを記録した映画を監督した、それぞれの作品が経済的に大きく成功し、おおいにソ連で人気になった。この数年の間、彼はいたずら好きなトリオの新しい冒険映画『Самогонщики』(1961)、オー・ヘンリーの短編小説を映画化した『Деловые люди』 (1962)、『作戦コード＜ウィー＞とシューリクのその他の冒険』 (1965)、『コーカサスの女虜、もしくはシューリクの新しい冒険』(1966)を撮影。これまでに作った作品の中で最も人気があるソ連のコメディ『ダイアモンド・アーム』 (1968)でニクーリンに役を割り当てている頃、ガイダイはエフゲニー・モルグーノフとの関係を断ち、トリオを解散した。1970年代、ガイダイはゲオルギー・ヴィツィン、レオニード・クラブリョフ、ミハイル・プーゴフキン、サヴェリー・クラーマロフ、ナターリヤ・セレズニョワ、ナターリヤ・クラチコフスカヤ、そして彼の妻ニーナ・グレベシュコワらを含めた喜劇役者たちは主に彼が所有するスタジオグループで仕事をしていた。すべてこの役者たちはミハイル・ゾーシチェンコの短編小説の映画化作品『Не может быть!』 (1975)に出演した。また、ミハイル・ブルガーコフの劇『Иван Васильевич меняет профессию』 (1973)、イリフとペトロフ(イリヤ・イリフとエフゲニー・ペトロフ)の『12 стульев』 (1971), ニコライ・ゴーゴリの『Инкогнито из Петербурга』 (1977), そしてフィンランドの作家アルゴート・ウントラによる物語『За спичками』 (1980)、などを映画化した。

### ビジネスの成功
ガイダイ映画のうち少なくとも5本は約5000万枚以上のチケットの売上を達成している。ソビエト連邦映画産業における国営の性質上、映画興行の収入はすべて国庫の元に納めた。しかし、ガイダイは、個人的に政府のインセンティブとしてチケットの売り上げのわずかな割合を受け取っていた。それ以来、徐々に、安いロイヤルティー付けであろうと彼はあっさりと合法的にソ連の億万長者になることが明白であったが、それは長続きしなかった。

### 晩年
著しい衰退期間に入った1975年以降、彼の唯一の注目すべき作品は、1980年に完成したソ連フィンランド合作映画『Borrowing Matchsticks』（ロシア語: За спичками; フィンランド語: Tulitikkuja lainaamassa）である。ドミトリー・ハラチャンが主演する初期のペレストロイカを利用して経済活動していく様を描いた映画『Частный детектив, или Операция „Кооперация』(1990)を監督した。ソ連の崩壊後、ガイダイは映画『На Дерибасовской хорошая погода, или На Брайтон-Бич опять идут дожди』(1992)のなかで最後の一回であるカメオ出演をし、自動賭博機を打つ年老いた賭博者を演じた。ガイダイは、実生活において賭博中毒であった。この映画は1975年以降に撮影された彼の作品の中で最も高い人気を示したが、初期の作品のような成功からはほど遠かった。ガイダイは連邦が終焉する数ヶ月前にソ連人民芸術家の称号を授与され、1993年11月19日の金曜日、モスクワで死去した。

### 評価と記念
ガイダイは1961年から1975年の間にかけて監督した10本のうち数本がロシアの代表的な映画になり、約2000万枚から約7600万枚までの映画チケットをそれぞれ売り上げ、連続で数年間にわたり興行収入1位になった卓越した一連の喜劇で有名なまま今日も残存し続けている。ガイダイは、テンポの速い喜劇の達人である。1961年度カンヌ国際映画祭で、短編映画『Пёс Барбос и необычный кросс』が最優秀短編映画の候補となった。
2013年1月30日、生誕90周年を祝い、彼の肖像と喜劇キャラクターがGoogleのメインページのロゴに登場した。
小惑星ガイダイは、彼の名に因むものである。

## フィルモグラフィ
監督
- Долгий путь (1956)
- Жених с того света (1958)
- Трижды воскресший (1960)
- Совершенно серьёзно (1961), セグメント:
  - Пёс Барбос и необычный кросс
  - Самогонщики
- Деловые люди (1962)
- 作戦コード＜ウィー＞とシューリクのその他の冒険 Операция „Ы“ и другие приключения Шурика (1965)
- コーカサスの女虜、もしくはシューリクの新しい冒険 Кавказская пленница, или Новые приключения Шурика (1967)
- ダイアモンド・アーム Бриллиантовая рука (1968)
- 12 стульев (1971)
- イヴァン・ヴァシーリビッチは職業を変える Иван Васильевич меняет профессию (1973)
- Не может быть! (1975)
- Инкогнито из Петербурга (1977)
- За спичками (1980)
- Спортлото-82 (1982)
- Опасно для жизни! (1985)
- Частный детектив, или Операция „Кооперация (1990)
- На Дерибасовской хорошая погода, или На Брайтон-Бич опять идут дожди (1992)